# Bundesstraße 221
Pour les articles homonymes, voir Route 221.
La Bundesstraße 221 est une Bundesstraße du Land de Rhénanie-du-Nord-Westphalie.

## Histoire
Au début des années 1950, la Bundesstraße ne circule qu'entre Straelen et Geilenkirchen. L'extension à Alsdorf n'a lieu que dans les années qui suivent.
En août 2008, la construction de la rocade Wegberg-Arsbeck, baptisée B 221n, commence. Les coûts de construction sont estimés à environ 9,9 millions d'euros. Cette section de l'itinéraire est ouverte le 12 août 2010. La détermination du tracé remonte à 1978. Le centre d'Arsbeck doit être soulagé de 75% du trafic.
Le contournement de 1,6 km de Wegberg-Wildenrath, prévu des années 1960 aux années 1970, ouvre le 1er juin 2011. Il se termine actuellement sur une route de desserte qui mène à une zone commerciale. Une petite section de la B 221n avec une alimentation vers un rond-point qui mène à Wildenrath vers la B 221 et à Dalheim est achevée à l'automne 2010. La construction commence le 7 décembre 2015 pour le contournement de Wassenberg. L'achèvement et la libération du trafic ont lieu en décembre 2019. Elle est suivie par la rocade Heinsberg-Unterbruch, pour laquelle la procédure d'approbation de la planification est toujours en cours.

## Source
- (de) Cet article est partiellement ou en totalité issu de l’article de Wikipédia en allemand intitulé « Bundesstraße 221 » (voir la liste des auteurs).